# Støttekomiteen for Tibet
Støttekomiteen for Tibet er en dansk forening, som støtter kampen for et frit Tibet. Komiteens formål er, igennem fredelige aktiviteter, at oplyse om de krænkelser på menneskerettighederne som foregår mod det tibetanske folk af Kinas regering.
Foreningen arbejder primært i Danmark.
Foreningen har ca. 300 medlemmer.
Foreningen blev oprettet den 6. marts 1989